# Luftwaffen-Felddivision
Die Luftwaffen-Felddivisionen waren Divisionen der Luftwaffe der Wehrmacht, die im Zweiten Weltkrieg im Erdkampf eingesetzt wurden.

## Ausgangslage
Aufgrund der schweren Personalverluste des deutschen Heeres im Winter 1941/42 und in der darauf folgenden Sommeroffensive an der Ostfront fehlten zunehmend Soldaten. Die umfangreiche Bodenorganisation der Luftwaffe verfügte zu diesem Zeitpunkt über zahlreiche Verbände mit ausgebildetem Personal. Mit Adolf Hitlers Führerweisung vom 12. September 1942 sollte die Luftwaffe sofort 200.000 Soldaten dem Heer überstellen. Die Weisung stieß beim Oberbefehlshaber der Luftwaffe (OdL) Hermann Göring auf wenig Gegenliebe. Er konnte Hitler stattdessen dazu überreden, Luftwaffensoldaten in neu aufgestellten Luftwaffen-Felddivisionen (LFD) an die Erdfront zu bringen.

## Aufstellung
Am 17. September 1942 erließ der OdL Hermann Göring die Weisung über die Aufstellung von 20 Luftwaffen-Felddivisionen unter dem Kommando des XIII. Fliegerkorps. Während Offiziere sich freiwillig melden sollten, wurden Unteroffiziere und Mannschaften teilweise geschlossen aus bereits bestehenden Verbänden übernommen. Das Personal stellten die fliegenden Verbände, die Ausbildungseinheiten der Flakartillerie, der Luftnachrichtentruppe und der Luftwaffenbautruppe. Aus den fliegenden Verbänden bildete man Luftwaffen-Jäger-Regimenter, aus der Flakartillerie die Luftwaffen-Artillerie-Regimenter und die Flak-Abteilungen, aus den Luftnachrichtentruppen wurden Luftwaffen-Nachrichten-Abteilungen und aus den Luftwaffenbautruppen entstanden Luftwaffen-Pionier-Bataillone. Deren Offiziere bis hin zum Divisionskommandeur kamen ebenfalls von der Luftwaffe und hatten keinerlei infanteristische Erfahrung. Diese sollten sie in einer Kurzausbildung taktischer und führungstechnischer Art bezüglich eines infanteristischen Einsatzes erhalten. Die Unteroffiziere und Mannschaften wurden erst nach dem Ausladen hinter der Front kurz ausgebildet.
Die 21. und 22. LFD sind hier nur der Vollständigkeit halber aufgelistet. Bei ihnen handelt es sich nicht um neu aufgestellte und infanteristisch unerfahrene Divisionen.
Der Vorgänger der Luftwaffen-Felddivisionen war die seit Winter 1941/42 an der Ostfront kämpfende Luftwaffen-Division Meindl, die nach ihrem Kommandeur Generalmajor Eugen Meindl benannt wurde.
Die folgende Übersicht zeigt, welche Luftwaffen-Felddivisionen aufgestellt wurden und wo die Divisionen zum ersten Mal eingesetzt waren.
| Aufstellung     | Nummer | erster Einsatz                                                                 |
| September 1942  | 1.     | November 1942 Ostfront, Heeresgruppe Nord, 18. Armee                           |
| September 1942  | 2.     | November 1942 Ostfront, Heeresgruppe Mitte, 9. Armee                           |
| September 1942  | 3.     | November 1942 Ostfront, Heeresgruppe Mitte, Sicherungsverband hinter der Front |
| September 1942  | 4.     | Winter 1942/43 Ostfront, Heeresgruppe Mitte, 9. Armee                          |
| September 1942  | 5.     | Dezember 1942 Ostfront, Heeresgruppe A, 1. Panzerarmee                         |
| September 1942  | 6.     | Winter 1942/43 Ostfront, Heeresgruppe Mitte, 9. Armee                          |
| September 1942  | 7.     | November 1942 Ostfront, Heeresgruppe B, Armeegruppe Hoth                       |
| Oktober 1942    | 8.     | Dezember 1942 Ostfront, Heeresgruppe B                                         |
| Spätherbst 1942 | 9.     | November 1942 Ostfront, Heeresgruppe Nord, 18. Armee                           |
| Oktober 1942    | 10.    | November 1942 Ostfront, Heeresgruppe Nord, 18. Armee                           |
| September 1942  | 11.    | Januar 1943 Griechenland, 12. Armee, Besatzungstruppe                          |
| Januar 1943     | 12.    | April 1943 Ostfront, Heeresgruppe Nord, 18. Armee                              |
| Dezember 1942   | 13.    | Februar 1943 Ostfront, Heeresgruppe Nord, 18. Armee                            |
| Dezember 1942   | 14.    | Januar 1943 Norwegen, Armeeoberkommando Norwegen, Besatzungstruppe             |
| März 1943       | 15.    | März 1943 Ostfront, Heeresgruppe A                                             |
| Dezember 1942   | 16.    | März 1943 Niederlande, Besatzungstruppe                                        |
| Dezember 1942   | 17.    | Februar 1943 Frankreich, Heeresgruppe D, Besatzungstruppe                      |
| Dezember 1942   | 18.    | Januar 1943 Frankreich, Heeresgruppe D, Besatzungstruppe                       |
| März 1943       | 19.    | April 1943 Belgien, Heeresgruppe D, Besatzungstruppe                           |
| März 1943       | 20.    | Juni 1943 Dänemark, Besatzungstruppe                                           |
| Dezember 1942   | 21.    | Dezember 1942 Ostfront, Heeresgruppe Nord, 16. Armee                           |
|                 | 22.    | nicht fertig aufgestellt, Teile gingen in 21. LFD auf                          |

## Gliederung
Die LFD waren wie eine Infanterie-Division 1942 gegliedert. Allerdings hatte jede Division, als IV. Abteilung im Luftwaffen-Artillerie-Regiment, eine Flak-Abteilung. Die meisten Regimenter waren Luftwaffen-Jäger-Regimenter. Deren Soldaten führten deshalb die Bezeichnung Jäger statt Flieger, oder Oberjäger statt Unteroffizier. Typischerweise trugen alle Soldaten die blau-graue Luftwaffenuniform auch im Bodeneinsatz. Oft wies dieses spezielle Feldgrau jedoch unterschiedlich helle Anthrazittöne aus. Gelegentlich besaß das Luftwaffengrau des Grundtuchs sogar einen leichten Grünton. Als Tarnanstrich für Flugzeuge, Fahrzeuge, Geschütze und sonstige Gerätschaften diente seit 1937 das Blaugrau Nr. 4 (RAL 4) (heute RAL 7016). Mitunter wurde ebenso das typische Wehrmachtsgrau genutzt, das Dunkelgrau Nr. 46 (RAL 46) (heute RAL 7021).
- Stab
- zwei Luftwaffen-Jäger-Regimenter mit je drei Bataillonen zu vier Kompanien
- ein Luftwaffen-Artillerie-Regiment mit zwei leichten Abteilungen, einer schweren Abteilung und einer Flak-Abteilung
- ein Luftwaffen-Füsilier-Bataillon mit drei Kompanien
- eine Luftwaffen-Panzerjäger-Abteilung mit drei Kompanien
- ein Luftwaffen-Pionier-Bataillon mit drei Kompanien
- eine Luftwaffen-Nachrichten-Abteilung mit zwei Kompanien
- Luftwaffenversorgungstruppen
- Luftwaffen-Sanitäts-Abteilung

Die Sollstärke betrug ungefähr 12.500 Soldaten.

## Einsatz

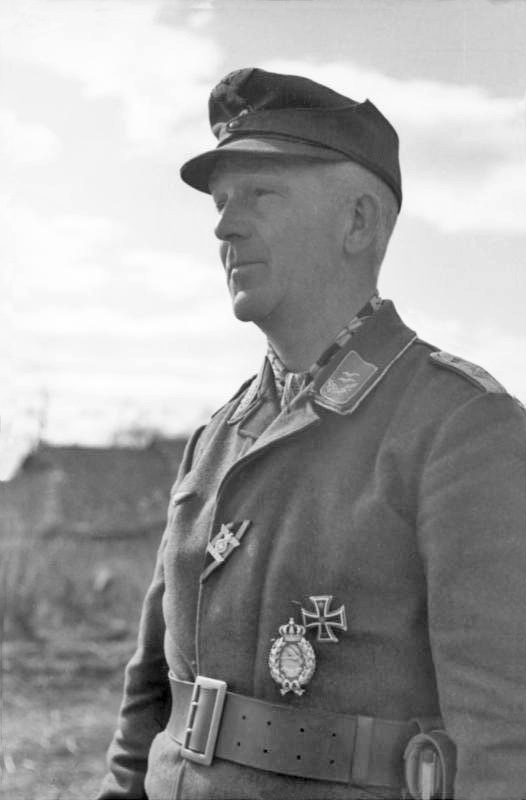
Offizier der Luftwaffendivision Meindl, die später zur 21. Luftwaffen-Felddivision umgebildet wurde

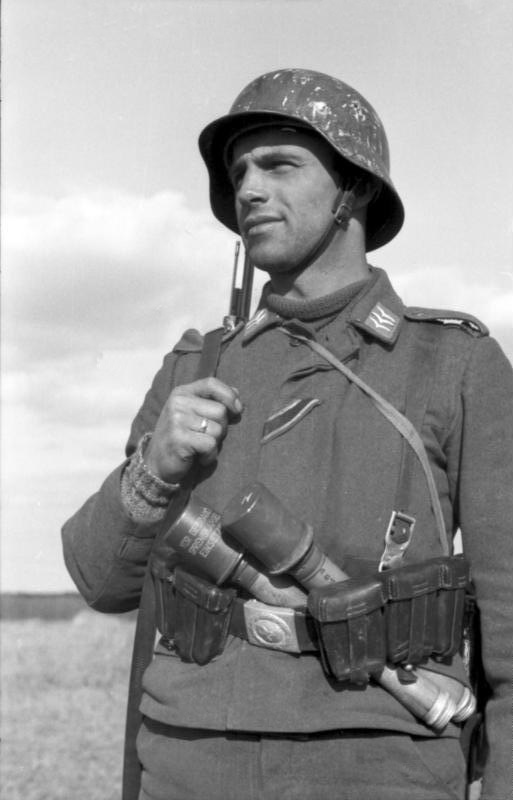
Obergefreiter

Aufgrund der schwierigen Lage an der Ostfront im Winter 1942/43 mussten fast alle Luftwaffen-Felddivisionen an der Front eingesetzt werden, teilweise sogar an Brennpunkten. Wenig ausgebildet und infanteristisch unerfahren, erlitten die Luftwaffensoldaten hohe Verluste. Hinzu kamen taktische Führungsfehler der höheren Stäbe. So bei der 7. und 8. LFD, die beide Ende 1942, gerade erst an der Front eingetroffen, im großen Donbogen gegen eine sowjetische Offensive eingesetzt wurden. Beide Divisionen bestanden im März 1943 nur noch aus Kampfgruppen und wurden im Mai aufgelöst. Reste gingen in der neu aufgestellten 15. LFD auf. Auch ließ mitunter die materielle Ausstattung zu wünschen übrig. So musste die 15. LFD in ihrem Artillerie-Regiment mit französischen 15-cm-Geschützen aus dem 19. Jahrhundert mit Bronzerohren kämpfen. Aufgrund der erkannten Schwäche der LFD verwandte man die 16. bis 20. LFD zuerst als Besatzungstruppe in West- oder Nordeuropa. Im Laufe des Jahres 1943 gab es Überlegungen der Luftwaffe, die zwölf geschwächten Luftwaffen-Felddivisionen an der Ostfront zu drei kampfstarken Luftwaffensturmdivisionen zusammenzufassen. Der Generalstab des Heeres forderte, die LFD in das Heer zu überführen. Am 20. September 1943 erließ Hitler einen Befehl, dass die Luftwaffen-Felddivisionen unter dem Namen Felddivision (L) in das Heer eingegliedert werden. Aus Luftwaffensoldaten wurden Heeressoldaten. Das Heer tauschte fast alle Kommandeure aus und besetzte die Stellen mit erfahrenen Offizieren des Heeres. Damit hatten die Luftwaffen-Felddivisionen formal aufgehört zu bestehen.
Die folgende Übersicht zeigt welche Luftwaffen-Felddivisionen das Heer übernahm und wo die Division zu diesem Zeitpunkt eingesetzt war.
| Felddivision (L) | Einsatzort                     |
| 1.               | Ostfront, Heeresgruppe Nord    |
| 4.               | Ostfront, Heeresgruppe Mitte   |
| 6.               | Ostfront, Heeresgruppe Mitte   |
| 9.               | Ostfront, Heeresgruppe Nord    |
| 10.              | Ostfront, Heeresgruppe Nord    |
| 11.              | Griechenland, Besatzungstruppe |
| 12.              | Ostfront, Heeresgruppe Nord    |
| 13.              | Ostfront, Heeresgruppe Nord    |
| 14.              | Norwegen, Besatzungstruppe     |
| 15.              | Ostfront, Heeresgruppe A       |
| 16.              | Niederlande, Besatzungstruppe  |
| 17.              | Frankreich, Besatzungstruppe   |
| 18.              | Frankreich, Besatzungstruppe   |
| 19.              | Belgien, Besatzungstruppe      |
| 20.              | Dänemark, Besatzungstruppe     |
| 21.              | Ostfront, Heeresgruppe Nord    |

## Fazit
Von den ungefähr 250.000 Luftwaffenangehörigen fielen in einem knappen Jahr rund 90.000 Soldaten als Gefallene, Verwundete oder Vermisste aus. Da die Luftwaffen-Felddivisionen, die als Besatzungstruppen dienten, keine nennenswerten Verluste hatten, entfielen die Verluste auf die vierzehn Divisionen an der Ostfront. Insbesondere die dortigen Luftwaffen-Jäger-Regimenter hatten Verlustquoten von bis zu 80 Prozent.

## Bekannte Angehörige einer Luftwaffen-Felddivision
- Alfred Andersch (1914–1980), war ein deutscher Schriftsteller und zeitkritischer Autor
- Walter Bockenkamp (1907–1994), war von 1959 bis 1967 für die DP und die CDU Mitglied des Niedersächsischen Landtages
- Dietmar Eckert (1913–2002), war von 1968 bis 1969, als Brigadegeneral des Heeres der Bundeswehr, Angehöriger der Führungsakademie der Bundeswehr
- Gebhard Greiling (1910–2008), war von 1967 bis 1968, als Generalarzt der Luftwaffe der Bundeswehr, Leiter der Inspektion Sanitätsdienst der Luftwaffe im Allgemeinen Luftwaffenamt
- Kurt Hähling (1897–1983), war von 1953 bis 1963 für die NDPD Abgeordneter des Bezirkstages Dresden und stellvertretender Vorsitzender seiner Partei
- Rudolf Kellermayr (1921–2014), war Direktor des Akademischen Gymnasiums in Graz
- Günter Leonhardt (1927–2011), war ein Logistikunternehmer und Gründer des Luftfahrt-Museums Laatzen-Hannover
- Karl Michel (1904–1945), war als Randfigur in die Vorbereitung des Attentats vom 20. Juli 1944 verwickelt
- Hanns Günther von Obernitz (1899–1944), war von 1933 bis 1934 Polizeipräsident von Nürnberg-Fürth und von 1939 bis 1944 NSDAP-Abgeordneter im Reichstag
- Richard Schimpf (1897–1972), war 1957–1962 als Generalmajor des Heeres der Bundeswehr Befehlshaber des Wehrbereichs III
- Günter Stratenwerth (1924–2015), war ein Rechtswissenschaftler und von 1961 bis 1994 ordentlicher Professor für Strafrecht an der Universität Basel
- Paul Winter (1894–1970), war ein deutscher Komponist
- Josef Zander (1918–2007), war ein deutscher Frauenarzt und Geburtshelfer